# Цараат

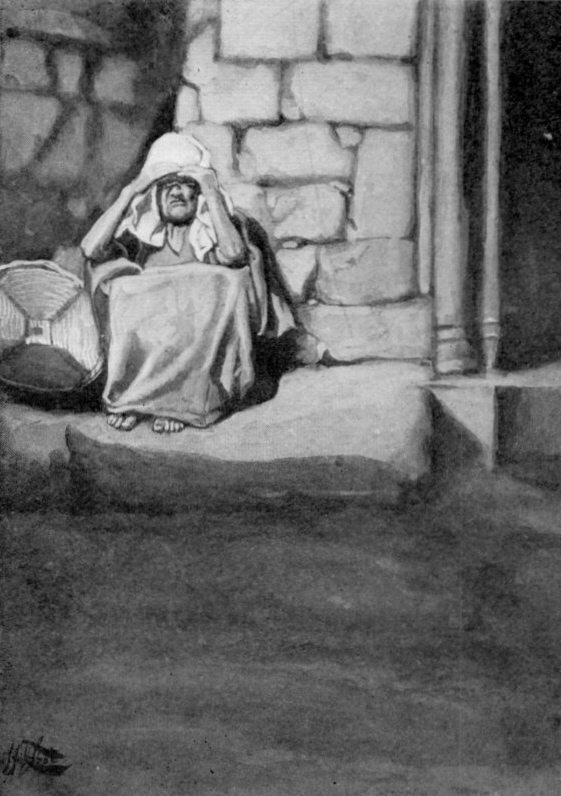
Мириам «в проказе» и «в заключении вне стана семь дней», гуашь Джеймса Тиссо (ок. 1896—1902)

Цараат (др.-евр. צרעת‬; в Септуагинте — λεπρα; в Вульгате — lepra; у Лютера — Aussatz, с нем. — «проказа»; в русской Библии — проказа) — библейский (ветхозаветный) термин, под которым в Моисеевом Законе (Лев. 13) описывается ряд патологических изменений кожи человека, делающих его источником ритуальной нечистоты, так что всё, с чем он приходит в соприкосновение, становится также нечистым.
Под этим же названием в той же главе описываются и некоторые плесневые пятна на платье, кожаных предметах и на стенах жилых помещений (Лев. 14), которые также признаются законом нечистыми.
Несмотря на сравнительно ясную терминологию, употребляемую законодателем Моисеем при описании этих поражений кожи, несмотря на видимое старание дать яркие и точные симптомы описываемых патологических изменений, эта библейская глава составляла неразрешимую загадку для исследователей и вызвала к жизни необъятную литературу, ничего, однако, не прояснившую. Затруднение заключается, главным образом, в том, что хотя симптомы библейской цараат сами по себе совершенно реальны, и каждый симптом в отдельности действительно встречается в той или другой болезни кожи, однако медицина не знает ни одной такой болезни, которая совместила бы в себе все эти симптомы одновременно. Тем более, что древний перевод Библии — Септуагинта — передаёт слово «цараат» словом «лепра», а под лепрой известна страшная болезнь, по-русски называемая «проказой»; но Библия часто говорит об излечимости цараат, между тем как проказа была неизлечимой до появления антибиотиков.
Авторы ЭСБЕ предложили не идти по пути большинства исследователей, которые считали цараат отдельной патологической формой, но допустить, что цараат является родовым понятием, что это общее обозначение для обширной группы самых разнообразных кожных заболеваний, имеющих одно общее свойство — заразность.